# نقره نیتریت
نقره نیتریت (به انگلیسی: Silver nitrite) یک ترکیب معدنی با فرمول AgNO۲ است.

## کاربردها
نقره نیتریت کاربردهای زیادی دارد. نمونه‌های قابل توجه عبارتند از:
- تولید ترکیبات آنیلین.
- عامل اکسید کننده عمومی.
- واکنش‌های جانشینی هسته‌دوستی از نوع ویکتور مایربا ترکیبات آلی برم یا ترکیبات آلی ید که ترکیبات نیترو تشکیل می‌دهند.[۲]
- تولید نیتروآلکن با نیتریل یدید که درمحل از نقره نیتریت و عنصر ید ایجاد می‌شود.[۳]

## تولید
نیتریت نقره از واکنش بین نقره نیترات و یک نیتریت قلیایی مانند سدیم نیتریت تولید می‌شود. محلول نقره نیتریت در آب بسیار کمتر از نقره نیترات است و محلول نقره نیترات با افزودن سدیم نیتریت به راحتی نقره نیتریت را رسوب می‌دهد:
AgNO3 (aq) + NaNO2 (s) → NaNO3 (aq) + AgNO2 (s)
روش دیگر، می‌تواند با واکنش بین نقره سولفات و باریم نیتریت تولید شود.